# Щедрівки
Щедрі́вки — величальні українські народні обрядові пісні. Відповідно до різдвяно-новорічних звичаїв, щедрівки, як і колядки, величають господаря та його родину.

## Назва
Назва «щедрівка» питомо слов'янського (навіть східнослов'янського) походження. Вона безпосередньо стосується спеціальної вечері — «куті», яку влаштовують після тривалого посту. Так і казали: «щедра кутя», на відміну від колядки, яку називали «пісною», або «бідною кутею».
Відомо, що і в дохристиянський період люди дотримувалися посту, отже, очевидно, цей перехід від посту до скоромного раціону існував ще за часів язичництва. Втім, якщо взяти до уваги більш локальне поширення назви «щедрівка», у порівнянні з назвою «коляда», логічно припустити пізніше походження й самого слова, й обряду, з яким воно пов'язане. До того ж обряди колядування й щедрування за християнства закріпилися за різними зимовими святами й датами..
Колядування, імовірно, збігалося з днями зимового сонцестояння (за григоріанським і новоюліанським календарем Різдво й тепер святкують близько до цього астрономічного періоду — 25 грудня). Щедрування залишалося загалом світським обрядом, на відміну від колядування,яке значно поповнилося християнським змістом. Утім, обидва різновиди в реальних селянських традиціях не завжди чітко розмежовують.

## Відмінності між колядками, щедрівками та сіянками
Традиційно різниця між колядками, щедрівками та сіянням суттєва. Колядки виконують на Різдво — 24-25 грудня, щедрують  у різних регіонах у різні дати (західна Україна та Галичина під час святкування Хрещення Господнього (Водохреща), окремі регіони центральної України та східна Україна перед святом св. Василя  , а посівають вже в перший день Нового року (свято св. Василя). 
В колядках здебільшого прославляють народження Христа, а щедрівками бажають добробуту родині, багатого урожаю тощо. Посівання проводять хлопці 1 січня, на свято святого Василя. Це чітко відображається в текстах: якщо у щедрівках є постійне повторення слів про «добрий вечір» або «щедрий вечір», то в схожих за змістом та побажаннями сіянках повторюють «Сію-вію, посіваю» та подібні слова, адже саме вранці на Новий рік традиційно хлопці засівають зерном хати сусідів та родичів, приспівуючи відповідні обрядові пісні. Окрім того, у деяких посіванках згадують Святого Василя.
Також вважають, що традиційно колядують чоловіки та хлопці, тоді як щедрувати за звичаєм мають жінки та дівчата.

## Зміст та історія
У щедрівках бажають багатого врожаю, добробуту, приплоду худоби, доброго роїння бджіл. Поетичне слово в щедрівках і колядках виконує магічну функцію.
У давніх щедрівках і колядках відбилися часи Київської Русі й збереглися образи князівсько-дружинного побуту. Проте у щедрівках і колядках християнського циклу переважають мотиви біблійних і євангельських та апокрифічних оповідань: картини народження Христа, поклоніння волхвів і пастухів. У багатьох щедрівках і колядках християнські мотиви і євангельські оповідання сполучені з життям і побутом українського селянина («Господь волики гонить, Пречиста Діва їсточки носить, а святий Петро за плугом ходить»). Образи святих уводять, щоб надати ще більшої магічної сили поетичній формулі.
До XV століття Новий Рік на Русі святкували в березні, і щедрівки виконували функції веснянок, тобто розпочинали весняний цикл, тому в них і залишились згадки про ластівок, зозуль («прилетіла ластівочка», «ой, сивая зозуленька»). Горобцеподібна пташка «щедрик» також прилітає на терени України лише в кінці березня.
Навіть із запровадженням християнства на Русі 988 року «нехристиянські обряди довгий час могли не тільки зберігатися, а навіть розвиватися і збагачуватися, обрядові пісні й їх мелодії могли створювати і змінювати». Церковна влада, з одного боку, боролася з «поганськими» піснями, переслідуючи народних співців, забороняючи нехристиянські обряди, а з іншого, — намагалася прилучити обрядовий спів до християнських свят — Різдва і Хрещення.
Багатством змісту і поетичною формою щедрівок захоплювалися українські письменники і композитори, зокрема Микола Лисенко, Микола Леонтович (відомий «Щедрик»), Кирило Стеценко, Михайло Вериківський, Костянтин Данькевич та інші.